# Yagoona

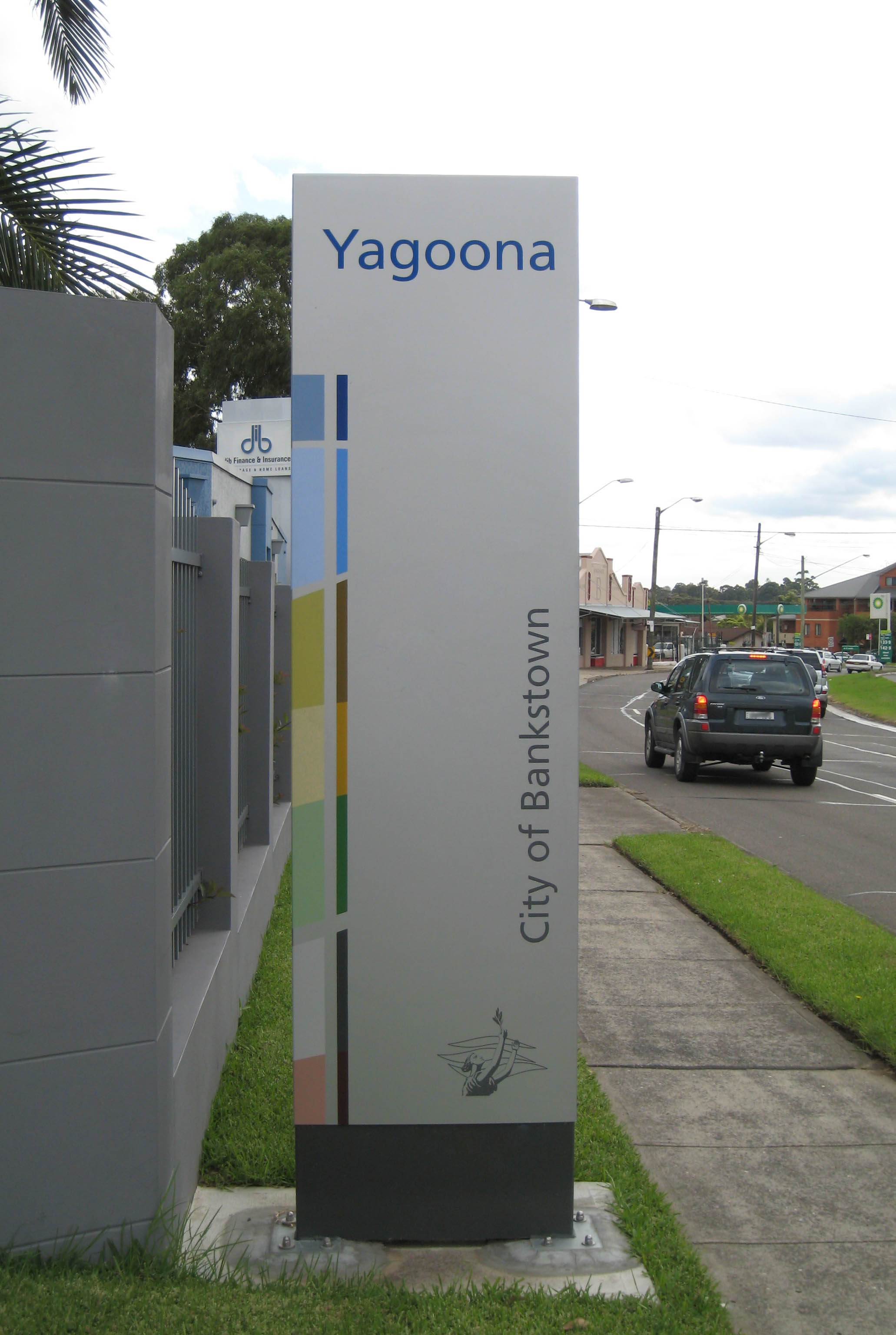
Panneau de Yagoona

Yagoona est une ville de la banlieue de la ville de Bankstown en Nouvelle-Galles du Sud (Australie).
Sa population était de 16 003 habitants en 2011.
« Yagoona » est un mot d'origine aborigène qui signifie « maintenant » ou « aujourd'hui ».